# 200 (число)
Вижте пояснителната страница за други значения на 200.
200 (двеста) е естествено, цяло число, следващо 199 и предхождащо 201.
Двеста с арабски цифри се записва „200“, а с римски цифри – „CC“. Числото 200 е съставено от три цифри от позиционните бройни системи – 2 (две), 0 (нула).

## Общи сведения
- 200 е четно число.
- 200-ият ден от годината е 19 юли.
- 200 е година от Новата ера.